# Pseudotegenaria bayeri
Pseudotegenaria bayeri is een spinnensoort in de taxonomische indeling van de trechterspinnen (Agelenidae).
Het dier behoort tot het geslacht Pseudotegenaria. De wetenschappelijke naam van de soort werd voor het eerst geldig gepubliceerd in 1934 door Josef Kratochvíl.